# Беспорядки в Косове (2000)
В 2000 году вспыхнули массовые беспорядки в Косове, находившемся под управлением Миссии Организации Объединённых Наций по делам временной администрации после принятия Резолюции Совета Безопасности ООН 1244 (10 июня 1999 года), между «Силами для Косово» (СДК, KFOR), косовскими албанцами и косовскими сербами.

## Предпосылки
Резолюция Совета Безопасности ООН 1244 (1999) была призвана разрешить серьёзную гуманитарную ситуацию в регионе и обеспечить безопасное возвращение всех беженцев. Документ осудил насилие и террористические акты в отношении гражданского населения, а также напомнил о юрисдикции и мандате Международного трибунала по бывшей Югославии, о суверенитете и территориальной целостности Союзной Республики Югославии, одновременно призывая к автономии для Косово. Резолюция санкционировала международное присутствие в Косово для стабилизации гражданского общества и сохранения безопасности, подтверждала необходимость немедленного развёртывания международных сил безопасности и создания «Сил для Косово». В обязанности международного присутствия в области безопасности входило предотвращение возобновления военных действий, наблюдение за выводом югославской армии, демилитаризация Армии освобождения Косово и обеспечение благоприятных условий для возвращения беженцев.
Косовска-Митровица де-факто была разделена, а учреждения населённой сербами северной части города и Северного Косова напрямую финансировались Сербией. Специальный представитель ООН Бернар Кушнер так отозвался о дивизии: «Вы должны думать о реакции сербов. Единственное место, где они чувствуют себя защищёнными, находится на севере — это просто факт». Вспыхнвушие в октябре 1999 года беспорядки, возникшие после сопротивления сербов в результате попытки эскорта албанцев по мосту через Ибар, привели, со стороны албанцев, к 184 раненым и 1 смертельному исходу. Представители Миссии ООН в Косове в сентябре 1999 года согласились с преобразованием Армии освобождения Косова в силы гражданской обороны численностью 5000 человек — Корпус защиты Косова.

## События
Мост через реку Ибар, разделивший город, стал местом ожесточённых столкновений между «Силами для Косово», албанцами и сербами. В феврале 2000 года югославские офицер полиции и врач были убиты, а три полицейских и врач были ранены. Автобус ООН, перевозивший сербских беженцев, был сбит противотанковой ракетой, и в том же месяце в сербское кафе была брошена граната. Часть сербского населения подняли бунт, и восемь человек были убиты (включая семерых албанцев), машины Миссии ООН сгорели, а французские солдаты KFOR получили ранения. В период со 2 по 20 февраля около 1700 албанцев, турок и боснийцев бежали из Северной Митровицы. 16 февраля албанцы напали на автобусную колонну, убив 10 сербов.